# Pseudospondias
Pseudospondias  es un género botánico de plantas con cuatro especies,  perteneciente a la familia de las anacardiáceas.

## Taxonomía
El género fue descrito por Adolf Engler y publicado en Monographiae Phanerogamarum 4: 258. 1883. La especie tipo es: Pseudospondias microcarpa

## Especies
| - Pseudospondias gigantea - Pseudospondias longifolia - Pseudospondias luxurians - Pseudospondias microcarpa |